# Tadeusz Pietrzykowski
Tadeusz "Teddy" Pietrzykowski (Varsovia, Regencia de Polonia, 8 de abril de 1917 - Bielsko-Biała, Polonia, 17 de abril de 1991) fue un boxeador, entrenador y profesor de educación física polaco, integrante de las Fuerzas Armadas de Polonia y uno de los primeros prisioneros del campo de concentración de Auschwitz.

## Biografía
Criado en el seno de una familia intelectual, Tadeusz Pietrzykowski se interesó en el boxeo durante su etapa como estudiante de secundaria, entrenando bajo la supervisión de Feliks Stamm en el club de boxeo del Legia de Varsovia. Con el fin de mejorar la situación económica de la familia tras la muerte de su padre, compaginó sus primeros pasos como boxeador profesional con la enseñanza de clases particulares en patinaje y dibujo para los estudiantes de la Academia de Bellas Artes de Varsovia. Mientras tanto, Teddy se coronó bicampeón de Polonia y campeón de Varsovia en peso gallo.
Después del estallido de la Segunda Guerra Mundial, se enroló como cadete en el Centro de Entrenamiento de Caballería de Grudziądz y participó en la defensa de Varsovia. Tras la capitulación, Pietrzykowski intentó llegar durante la primavera de 1940 a Francia para unirse al ejército polaco, aunque fue detenido por los gendarmes húngaros en las cercanías de la frontera húngaro-yugoslava para ser posteriormente entregado a los alemanes. Estuvo recluido en las cárceles de Muszyna, Nowy Sącz y Tarnów, desde donde fue enviado el primer transporte de prisioneros del campo de concentración de Auschwitz.
Pietrzykowski pasó a la historia por participar en diversos combates de boxeo en los campos de concentración de Auschwitz-Birkenau, Neuengamme y Bergen-Belsen. Su primer duelo tuvo lugar en marzo de 1941, derrotando al kapo y subcampeón de preguerra alemán en peso mediano Walter Dunning. Durante su estancia en Auschwitz, Teddy luchó entre 40 y 60 peleas, perdiendo en una sola ocasión ante el campeón holandés de peso mediano Leen Sanders. También entabló amistad con el capitán Witold Pilecki, convirtiéndose en miembro de la Związek Organizacji Wojskowej, y con el fraile franciscano Maximiliano Kolbe. En 1943, Tadeusz Pietrzykowski fue trasladado al campo de concentración de Neuengamme. El día de su partida de Auschwitz, Dunning le entregó dos pares de guantes de boxeo como muestra de respeto. En Neuengamme participó en unas 20 peleas de boxeo, una de ellas frente al boxeador alemán Schally Hottenbach. Fue liberado por soldados británicos el 15 de abril de 1945 en el campo de Bergen-Belsen, uniéndose a la Primera División Blindada del general Stanisław Maczek. 
Concluida la guerra, Pietrzykowski regresó a Polonia y se convirtió en el campeón de división en su categoría de peso. Sin embargo, debido a la permanente pérdida de salud en los campos de concentración, no alcanzó su nivel de boxeo anterior a la guerra. Después de graduarse de la Academia de Educación Física de Varsovia en 1959, ejerció durante muchos años como entrenador, instructor y profesor de educación física en Bielsko-Biała, ciudad en la que murió repentinamente el 17 de abril de 1991.
Tadeusz Pietrzykowski fue fuente de inspiración para el relato del escritor Józef Hen Bokser i śmierć, llevada al cine por el director eslovaco Peter Solan bajo el título Boxer a smrt en 1962. La historia de Teddy también fue relatada en el documental sobre el boxeo polaco Ring Wolny y en el biopic de 2020 Mistrz, dirigido por Maciej Barczewski y basado en la etapa de Pietrzykowski en el campo de concentración de Auschwitz.